# Amegilla quadrifasciata
Amegilla quadrifasciata je врста инсекта из реда опнокрилаца и фамилије Apidae.

## Опис
Женке имају лице прекривено светло жутим длакама. На горњој усни  (labrum), фронталном штиту (clypeus) и изнад њега женке имају жуту шару која подсећа на стрелицу. Такође mesosoma (други телесни регион, груди)је са дорзалне стране интензивно наранџасте боје,а са латералне има светле длаке. Мужјак има шире шаре, и светлије длаке на грудима и трбуху. Оба пола имају упадљиве појасеве белих длака на задњем делу тергита (леђне плочице). Оба пола су дужине од 12мм до 15мм. 

## Распрострањеност
Широко распрострањена врста пчела од централне Европе, до северне Африке и Канарских острва. 

## Биологија
Јединке ове врсте активне су од јула до септембра. Углавном насељавају станишта са подлогом која је песковита или глиновита. 

## Синоними
- Amegilla maderae (Sichel, 1868)
- Anthophora klugi Priesner, 1957
- Anthophora litorana Priesner, 1957
- Anthophora maderae Dours, 1869
- Anthophora maderae Sichel, 1867
- Anthophora mediterranea Alfken, 1927
- Anthophora mervensis Radoszkowski, 1893
- Anthophora quadrifasciata (de Villers, 1789)
- Apis quadrifasciata de Villers, 1789
- Podalirius albescens (Dours, 1869)
- Podalirius quadrifasciatus (de Villers, 1789)